# Czarny Kot (czasopismo)
Czarny Kot – tygodnik literacko-artystyczny i satyryczny o zabarwieniu lewicowym, założony w 1906 r. przez Franciszka Galińskiego. 
Wydawcą był Romuald Rajkowski a kierownikiem działu ilustracyjnego Stanisław Chrzanowski. Wydano ok. pięciu numerów pisma a teksty publikowali w nim m.in.: Antoni Lange, Jan Lemański, Bruno Winawer, Leo Belmont. Ilustratorami byli: Jan Junosza Rosiszewski, Stanisław Rzecki, Witold Wojtkiewicz, Zygmunt Badowski, Leopold Sznycer, Ludwik Nowowiejski, Gustaw Pillati, Stanisław Burski.
W numerze drugim „Czarnego Kota” opublikowano wiersz Antoniego Langego Krotochwilowa śmierci.